# Инду
«Инду Клуб» (исп. Hindú Club) — аргентинский регбийный клуб, представляющий пригород Буэнос-Айреса Дон-Торкуато. Спортивный клуб «Инду» создан в 1919 году, регбийная же секция действует с 1935 года. Регбийная команда является наиболее успешной секцией общества, однако на высоком уровне выступают футболисты, хоккеисты, теннисисты, гимнасты, гольфисты и игроки в бридж. Регбийный коллектив выступает в крупнейшем чемпионате столицы, — «Торнео де ла УРБА» — лучшие команды которого борются за титул чемпиона страны в кубке «Насьональ де Клубес». «Инду» становился победителем Насьональ 5 раз в 1996, 2001, 2003, 2005 и 2010 годах и является наиболее титулованным участником турнира.

## История
В 1910-х годах студенты колледжа Ла-Салье создали театральную группу под названием «Индустаникос» (исп. Hindustánicos). Уже после выпуска, в 1919 году молодые люди создали общественный, культурный и спортивный клуб «Инду». Первым пристанищем энтузиастов стало помещение на улице Педро Экагуэ, где спортсмены соревновались в баскетболе. Позже клуб приобрёл участок земли в пригороде Дон-Торкуато, где были освоены новые виды спорта, в том числе и регби.
Регбийная секция была создана в 1935 году, однако первые серьёзные достижения пришлись на последнее десятилетие века. В 1996 году клуб стал лучшим как в столичном регионе, так и в стране. Спустя годы «Инду» стал одним из лидеров аргентинского клубного регби, а клубная коллекция трофеев пополнилась ещё шестью кубками Буэнос-Айреса и четырьмя призами национального чемпионата.
Среди известных регбистов, представлявших клуб, следует отметить Эрнана Сенильосу, Гонсало Кесаду, Николаса Фернандеса Миранду, Хуана Фернандеса Миранду, Лукаса Остилью, Хуана Игнасио Готье и Орасио Агулью.

### Достижения
- Насьональ де Клубес: 5

1996, 2001, 2003, 2005, 2010
- Торнео де ла УРБА: 7

1996, 1998, 2006, 2007, 2008, 2009, 2012